# 換気

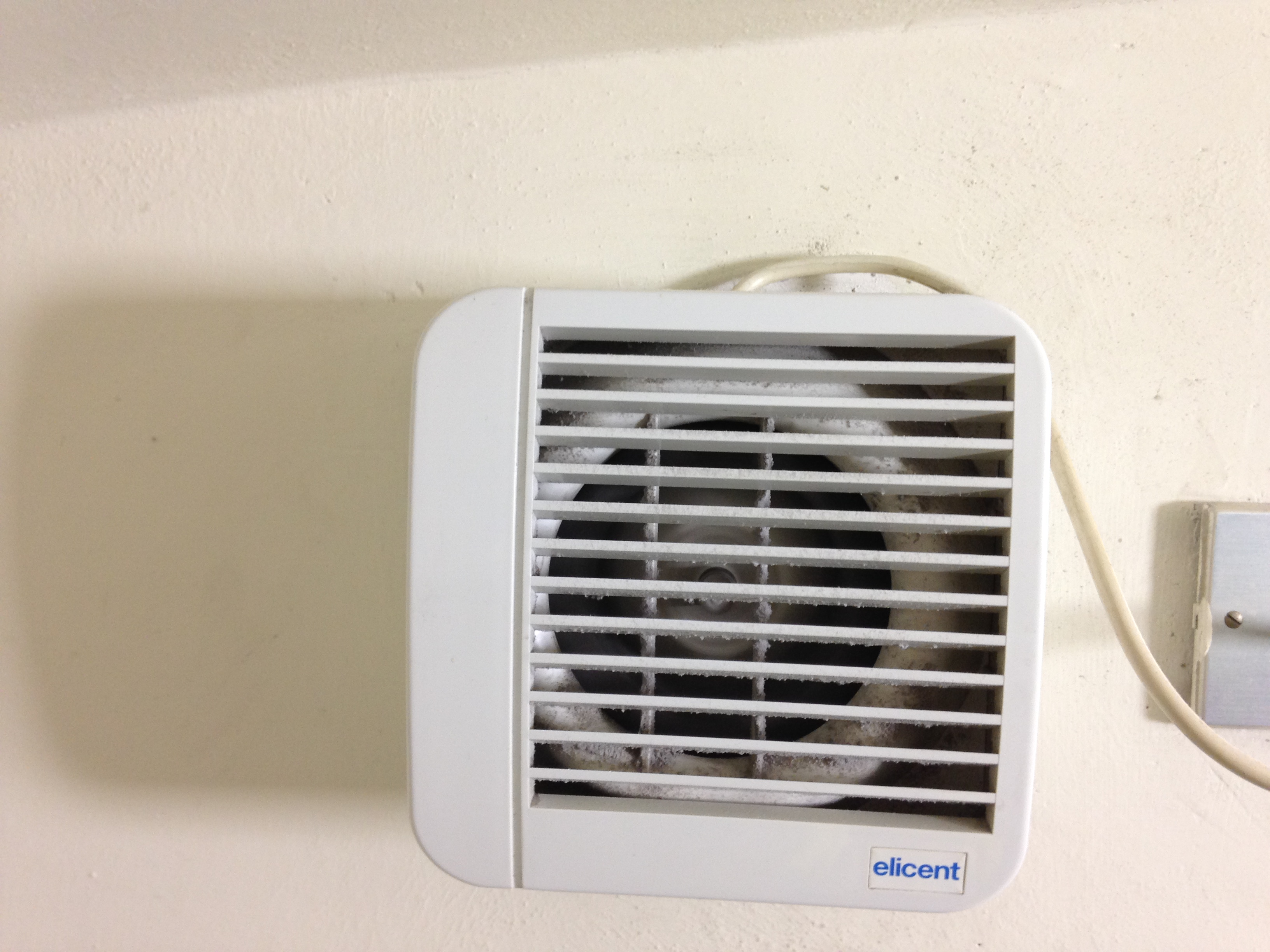
屋内用換気扇

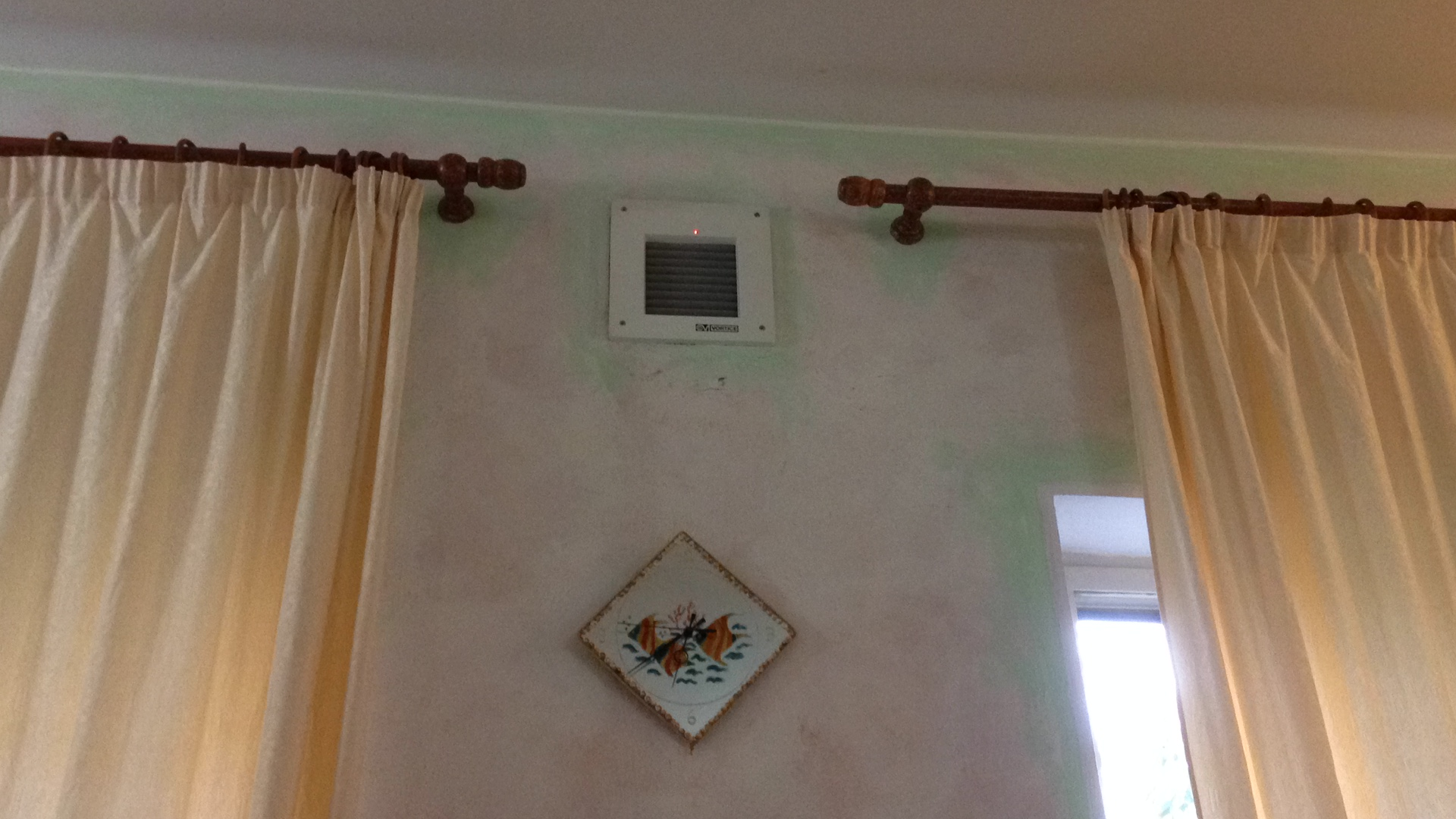
壁面に取り付けられた換気扇

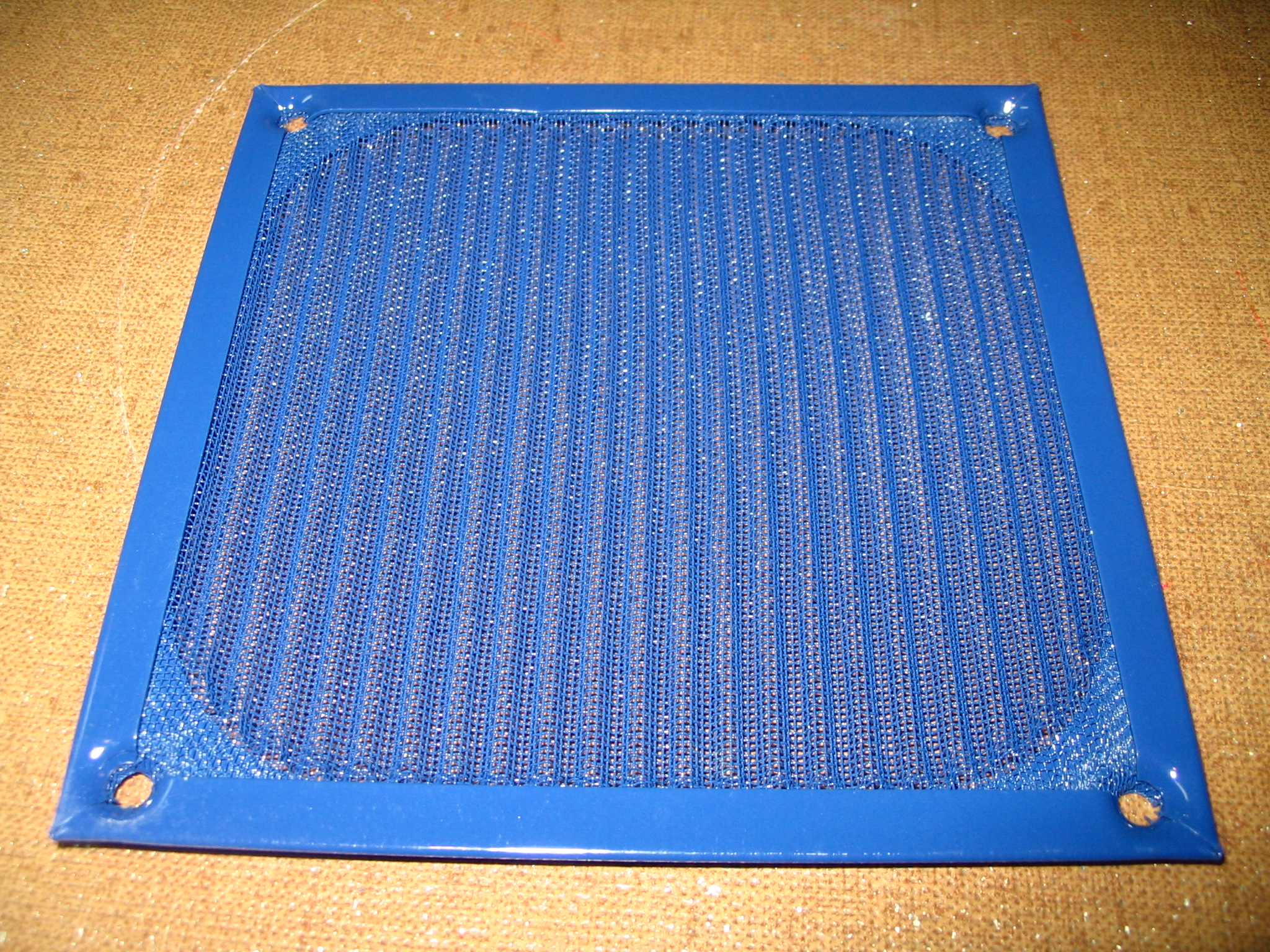
換気ファンのフィルタ

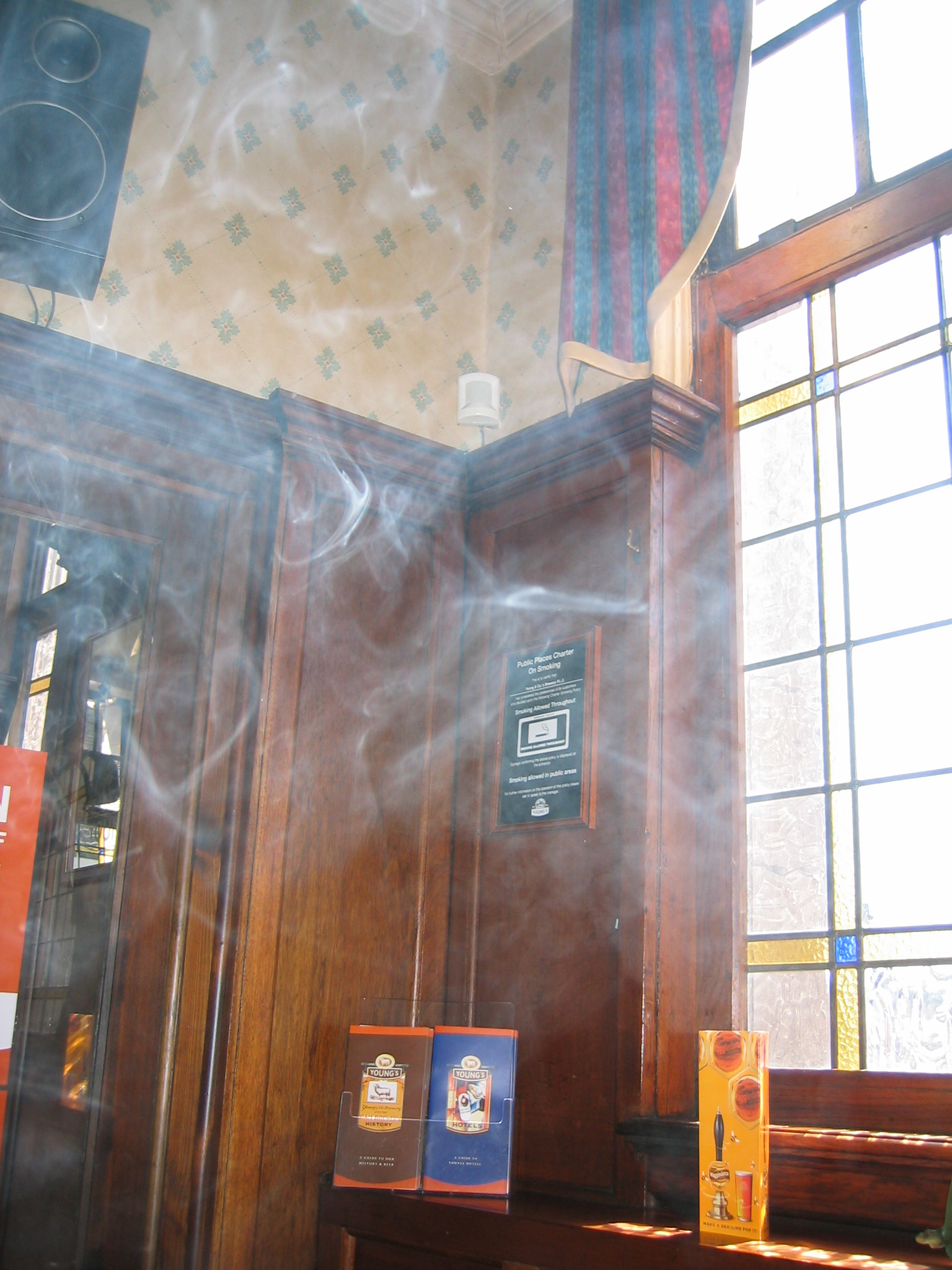
室内に充満するたばこの副流煙

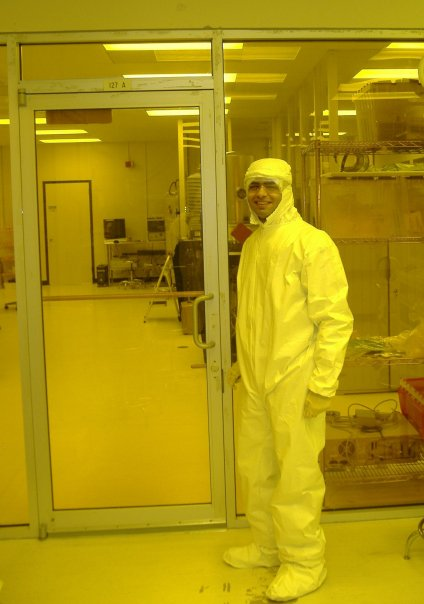
クリーンルームの例

換気（かんき）は、特定の空間の空気環境を維持、または改善するために外気を取り入れて内部の空気を排出する（入れ換える）こと。

## 換気の方式

### 自然喚起と機械換気
換気の方式は自然換気と機械換気に大別される。
- 自然換気
  - 自然の風による圧力差または建物の内外の温度差による空気密度の差を利用した換気方法を自然換気という[1]。温度差換気と風力換気がある。
    - 温度差換気[3] - 空気は暖められると軽くなって上昇する煙突効果を利用するもの[3]。温度差による換気力を利用する場合、単なる開口部の組み合わせだけでは換気力は小さく、外部の風の影響を大きく受ける[1]。そのため排気筒を設けることもあるが、その場合には給気口を低く、排気口を高くすることで温度差を生じやすくする[1]。
    - 風力換気[3] - 建物（窓）に生じる風圧を通風の起動力とするもの[3]。建築物の中には風が越屋根や風見塔を通り抜ける際に生ずる圧力差（ベンチュリー効果）によって、室内の空気の排出と外気の取り込みを行っているものもある[3]。風圧は建物の外表面だけでなく、建物の近傍の空間にも圧力分布を生じるため、排気筒の高さが不十分な場合には向流を起こすことがある[1]。

  - 建築物に風道を作り屋外からの風の取り込みや屋外と屋内の温度差など、自然エネルギーを利用して計画的に換気を行うことを計画自然換気（パッシブ換気）という[4]。
  - 自然換気は季節や気候による変動、設計条件等の影響を受けやすい[1]。
- 機械換気
  - 機械の力（空調換気設備）による強制的な換気方法を機械換気という[2][5]。強制換気や動力換気とも呼ばれる[6]。
  - 機械換気を補助するために、窓や扉を約15cm程度開けて自然換気を行うことも換気には有効とされている[5]。

機械換気と自然換気を併用するハイブリッド換気システムもあり、建築物によっては季節や時間帯などにより機械換気と自然換気を切り替えたり組み合わせたりすることでエネルギー消費を抑えるシステムが導入されている。

### 全般換気と局所換気
全般換気（希釈換気）
室内全体の空気を入れ替えるもの。
局所換気
排出源の近傍にフードやシュラウドなどを設け、汚染された空気を拡散する前に排出するもの。

## 機械換気

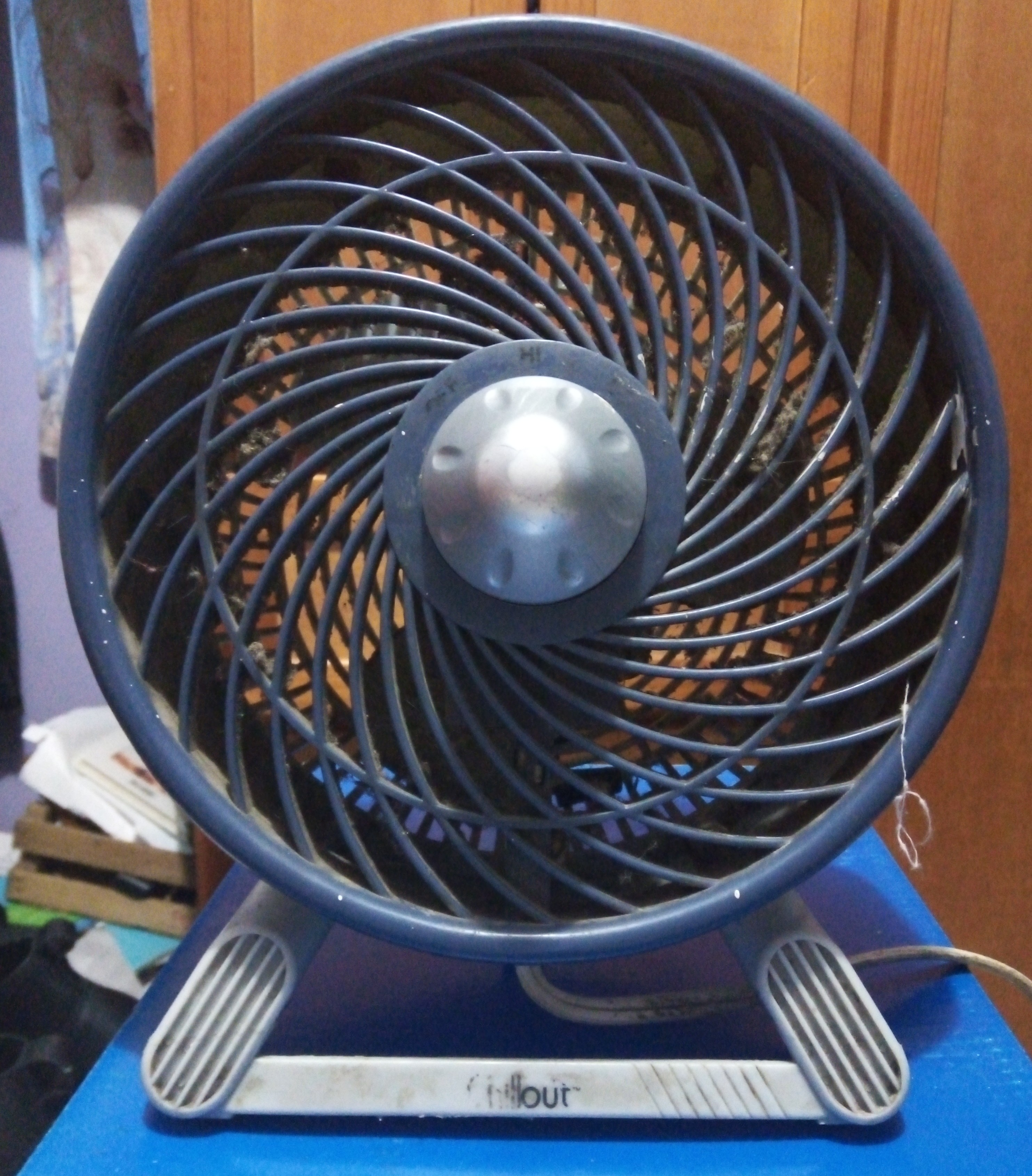
サーキュレータ。送風機の一種

### 機械換気の種類
機械換気はその方式によって第一種から第三種に分けられ、さらに第三種は甲種と乙種に分けられる。
- 第一種換気方法 - 給気と排気の双方を機械装置で行う方法[4][8]。給気には有圧換気扇等、排気には屋上換気扇等を用いる[8]。常に一定量の換気を行うことができるが、高コストである[4]
- 第二種換気方法 - 給気を屋上換気扇等の機械装置、排気を窓ガラリ等の自然換気装置で行う方法[4][8]。室内が正圧となり他室からの汚染空気の流入を防ぐことができるため、クリーンルーム、手術室、無菌室などで用いられる[4]。
- 第三種換気方法 - 給気を自然給気口、排気を屋上換気扇等の機械装置で行う方法[4][8]。これを甲種とし、給気を自然給気口から直接に取らずに廊下等を通して間接的に導入する場合を乙種として分けることもある[8]。室内の臭気や水蒸気を強制的に排出できるため、トイレや浴室等で用いられる[4]。ただし外気温の影響を受ける[4]。

### 機械換気装置の制御
- 換気扇の人感センサー制御 - 換気扇を人感センサーで自動的に運転・停止するシステム[4]。
- 熱源機器との連動制御 - ボイラーなどの熱源機器と換気設備の運転・停止を連動して制御するシステム[4]。
- 置換換気（空調）システム - 室内温度より低い温度の空気を居住域の低い位置から低風速で供給し、人やOA機器等からの発熱で汚れた空気を上昇させて排出するシステム[4]。

### 機械換気装置のメンテナンス
換気ファンのメンテナンス等が必要となる。フィルタにホコリなどが溜まると給排気の抵抗となり効率が低下するため、定期的に外して清掃しなければならない。同様の汚れは羽にも付着、堆積する。こちらも抵抗が増していき、送風量の低下や異音の元となるため、定期的な清掃が求められる。

## 換気量
人間の活動に伴う呼気や臭気・粉じん等の種々の汚染質発生に対する基本必要換気量は、総合的指標である二酸化炭素の設計基準濃度（1000ppm）と人間の呼吸に伴う二酸化炭素の発生量から算出される。
CO2は、ヒトの呼気中に4％(40,000ppm)含まれており、ヒトが吐き出す汚染物質の中で最も多い。
CO2濃度は極わずかな濃度でも人体に影響を与えるとわかってきている。
CO2以外のbioeffluents(いわゆる口臭などの原因物質)、シックハウス原因物質の影響も指摘されるが、これらを除去してCO2のみを加えた実験でも1000ppmの低濃度で認知機能への影響が見られるとする研究もある。
| CO2濃度            | 人体への影響                             |                                                |
| ------------------ | ---------------------------------------- | ---------------------------------------------- |
| 350ppm             |                                          | 1980年代の大気濃度                             |
| 400ppm             |                                          | 2020年代の大気濃度                             |
| 700ppm             |                                          |                                                |
| 800ppm             | 空気の淀みを感じる                       |                                                |
| 850ppm             | シックビルディング症状(SBS)の増加        |                                                |
| 1000ppm            | 軽い眠気を感じる認知能力低下、喘息の憎悪 | 建築物衛生法の定める換気濃度                   |
| 室内外濃度差700ppm |                                          | 2016年に空気調和・衛生工学会が提唱した換気濃度 |
| 1500ppm            | 眠気や倦怠感を感じる                     |                                                |
| 2500ppm            | 健康に悪影響が生じる                     |                                                |
| 5000ppm            | 滞在8時間が許容限度                      |                                                |

一人あたりの必要換気量の参考値は、30 m3/（h・人）とされているが、これは建築物衛生法の衛生管理基準値（CO2濃度：1000ppm以下）を満たすため、呼気のCO2濃度（0.02［m3/（h・人）］）から算出した値であり、以下の式で計算できる。
Q＝M/（Ci-Co）＝呼気のCO2濃度/((室内濃度－外気濃度)×10^-6[m3/ m3])
＝0.02［m3/（h・人）］/（(1000-350）×10^-6[m3/ m3])≒30 m3/（h・人）
※外気のCO2濃度は350ppmと仮定して計算しているため、大気中のCO2濃度の値が400ppmを超えている現状では、必要換気量が異なる。
なお感染症対策において、リスク要因の一つである「換気の悪い密閉空間」とは、一般的な建築物の空気環境の基準を満たしていないことを指すものと考えられる。その意味では、ビル管理法の基準に適合させるために必要とされる換気量（30 m3/（h・人）=CO2濃度：1000ppm以下）を満たせば、「換気の悪い密閉空間」には当てはまらないと考えられる。

### 推奨量
アメリカ暖房冷凍空調学会(ASHRAE)による推奨規格は以下の通り。
| ヤード・ポンド法 | SI単位         | 分類                                                                                   | 例                               |
| ---------------- | -------------- | -------------------------------------------------------------------------------------- | -------------------------------- |
| 0 cfm/person     | 0 L/s/person   | 主に居住者ではなく建築要素に関連している空間                                           | 保管庫、倉庫                     |
| 5 cfm/person     | 2.5 L/s/person | 成人が主に低活発な活動を行う空間                                                       | オフィスエリア                   |
| 7.5 cfm/person   | 3.5 L/s/person | より活発な活動を行うが、激しい活動や多量の汚染物質を排出する活動ではない               | 小売エリア、ロビー               |
| 10 cfm/person    | 5 L/s/person   | より活発な活動を行うが運動はしていない、もしくはより多量の汚染物質を排出する活動に従事 | 学校、教室                       |
| 20 cfm/person    | 10 L/s/person  | 居住者が運動している、もしくは多量の汚染物質を排出する                                 | ダンスルーム、エクササイズルーム |

| ヤード・ポンド法 | SI単位      | 分類                                                           | 例                           |
| ---------------- | ----------- | -------------------------------------------------------------- | ---------------------------- |
| 0.06 cfm/ft2     | 0.30 L/s/m2 | 空気汚染が通常のスペース、またはオフィス環境に類似するスペース | 会議室、ロビー               |
| 0.12 cfm/ft2     | 0.60 L/s/m2 | 空気汚染がオフィス環境よりも著しく高いスペース                 | 教室、美術館                 |
| 0.18 cfm/ft2     | 0.90 L/s/m2 | 空間汚染が前のカテゴリーよりもさらに高いスペース               | 実験室、美術教室             |
| 0.30 cfm/ft2     | 1.5 L/s/m2  | 汚染物質が放出される、スポーツまたは娯楽の特定のスペース       | スポーツ、エンターテイメント |
| 0.48 cfm/ft2     | 2.4 L/s/m2  | 化学物質濃度が高い屋内遊泳のためのエリア                       | 屋内スイミングエリア         |

## 換気のタイミング
汚染源が建物内にある場合、汚染物質の濃度は上昇することはあっても減少することはないため、状況が許すのであれば常時換気（24時間換気）が最も効果的である。
屋外の大気汚染や気温などにより常時換気が難しい場合は定期的に換気を行う形になるが、その目安としてCO2などの空気質を測定するセンサーが用いられることがある。

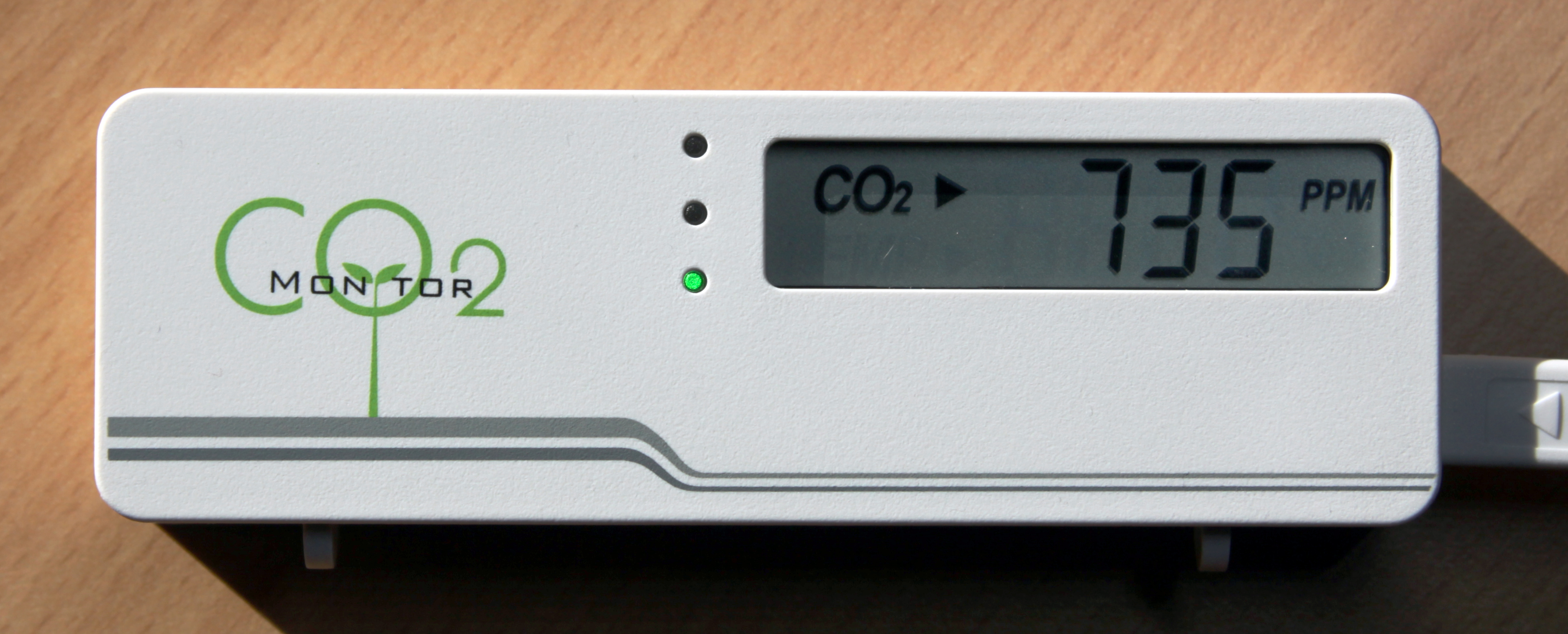
市販されているCO2モニター

## 換気の影響と対策

### 影響

#### 冷暖房コストの増加
折角空調した空気を捨てて外の空気を取り入れるため、冷暖房のコストが増加する。

#### 汚染された外気の給気

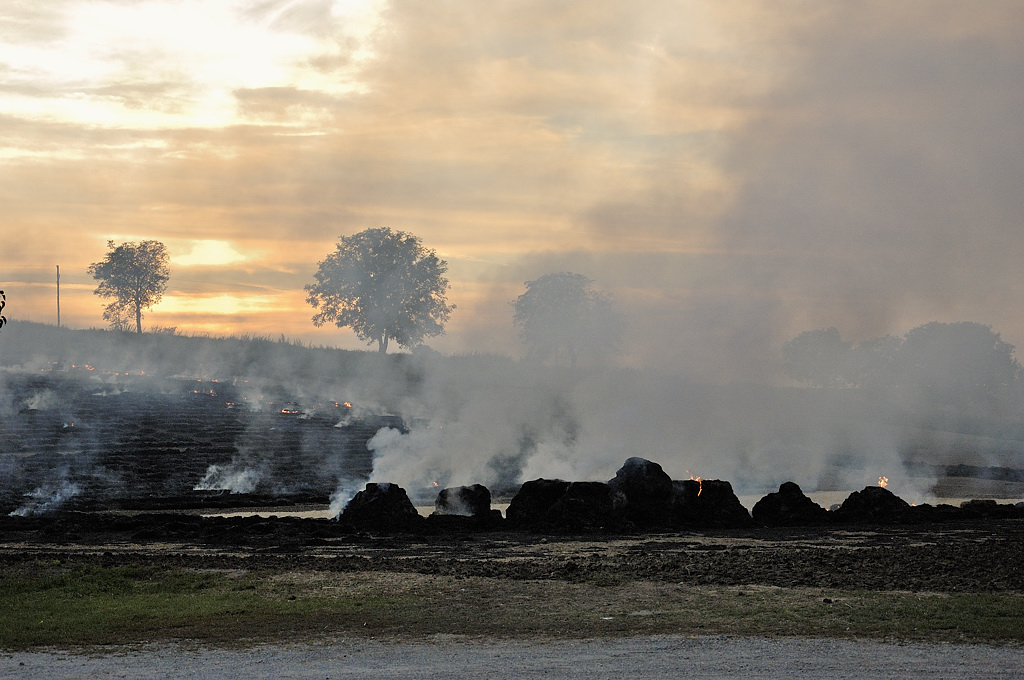
野焼き

換気は室内の空気を排出し、外気を取り入れる行為である。そのため、外気が汚染されている状態で換気を行うことは、その汚染された空気を室内に取り入れてしまうことを意味する。
新型コロナウイルス感染症への有効な対策として換気が挙げられるが、野焼きのために煙で外気が汚染され、換気の妨げる問題が発生している

。

### 対策

#### 室内換気量を増やさない空気質改善
- CO2除去空調　換気なしでCO2を回収、除去する。既に東南アジアを中心に使用実績もある[28]。
- 空気清浄機の使用　換気を行わずに室内の空気質を改善する。屋外の汚染物質も取り除ける。
- シックハウス原因物質等汚染物質を出さない対策建材を用いる[29] 　塗装で原因物質を封じ込める方法も有る[30]。
- 陽圧換気　屋根裏や床下の汚染物質が室内に入ってこないようにする[31]。屋根裏等を排気し負圧にすることでも防げる[32]。
- 床下換気　床下など見えない所にいる汚染物質を追い出し、カビの発生などを防ぐ[33]。

#### 換気量の適正化
CO2濃度を監視し、必要十分な換気量に抑える。

#### 熱交換換気
換気しつつ熱の流出を最小限に抑える。熱交換器にカビや埃が溜まることがあるので注意。

## 法的規制
- 建築基準法 :
- 建築物における衛生的環境の確保に関する法律 : 室内環境の基準が定められている。
- 消防法 : 排煙設備・危険物取り扱い場所などの換気について定められている。

## ギャラリー

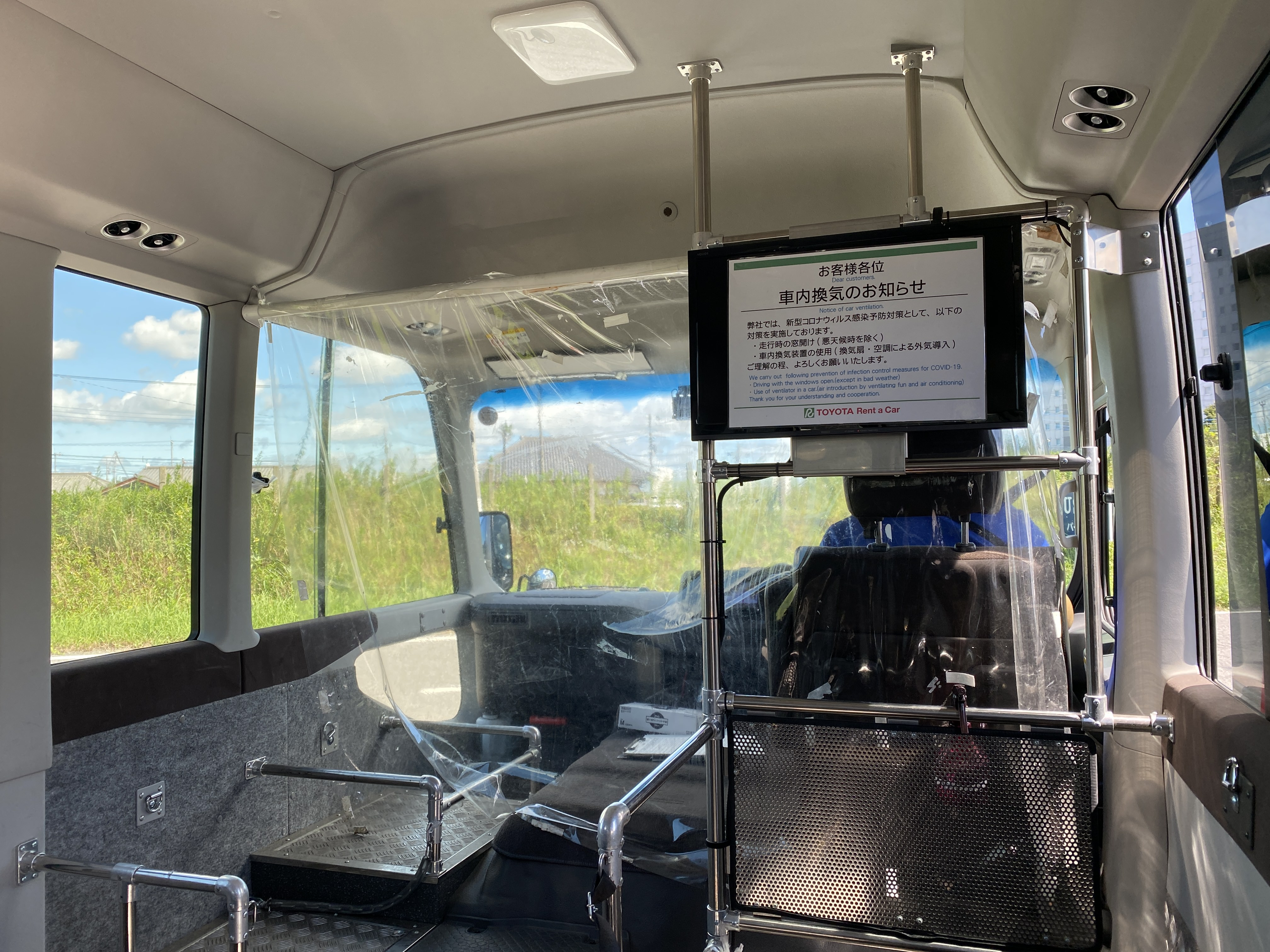
車内換気
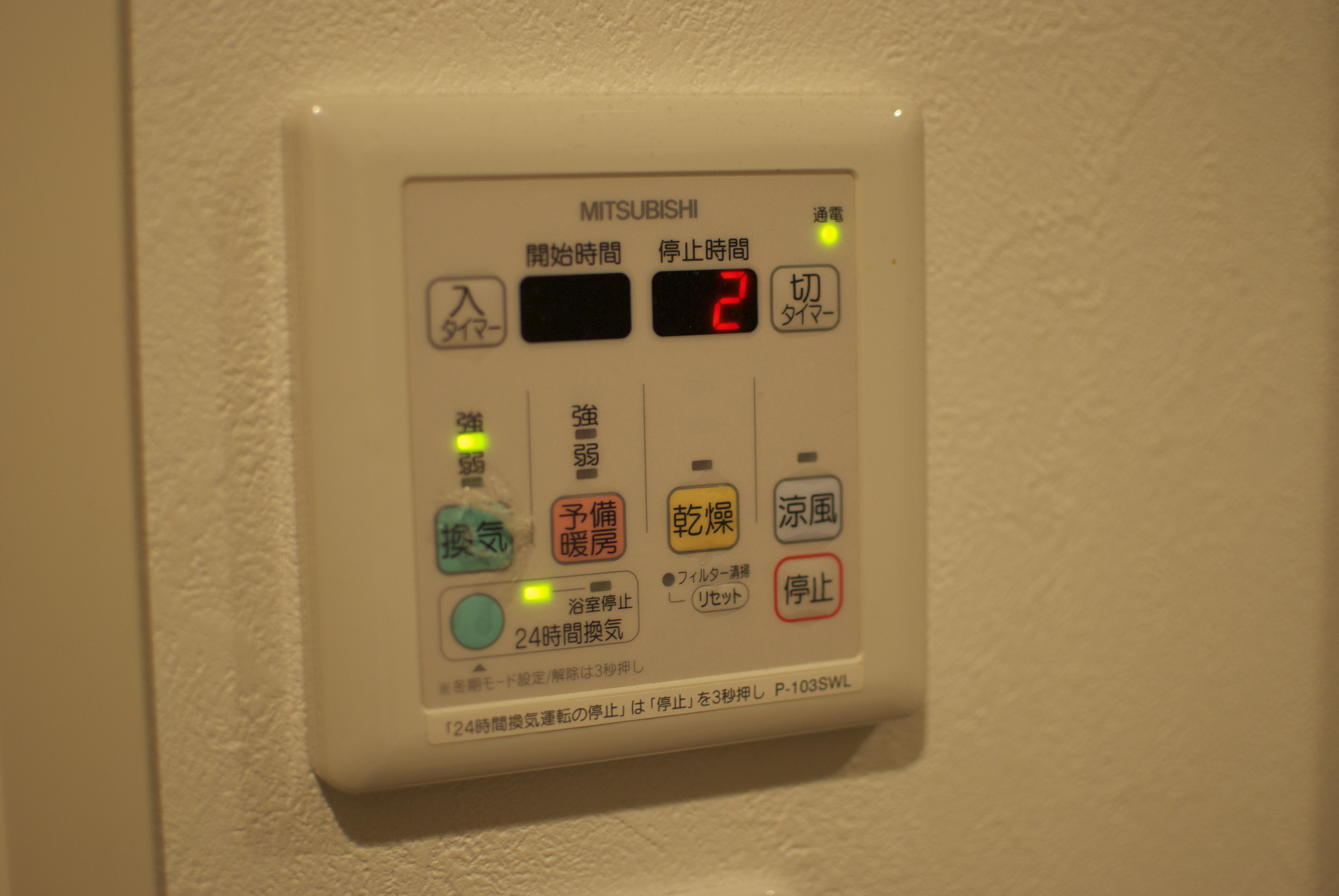
室内換気のコントロールパネル
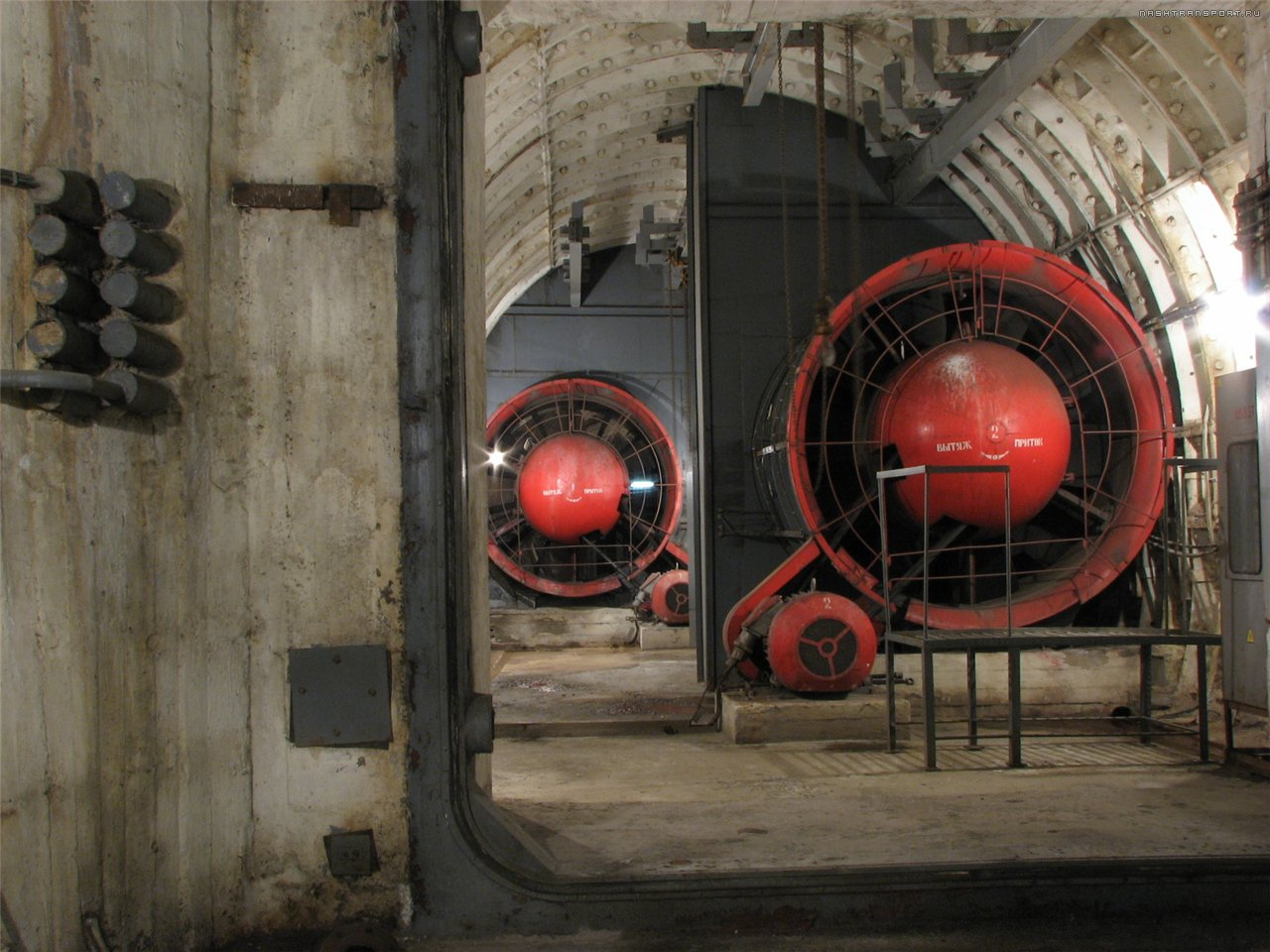
地下鉄の換気（モスクワ）